# Суэ Харуката
Суэ Харуката (陶晴賢? , 1521 — 16 октября 1555) — японский самурай и даймё периода Сэнгоку. Главный военачальник и фактический правитель провинции Суо в 1551-1555 годах.

## Биография
Происходил из рода Суэ, который находился в вассальных отношениях с родом Оути. Второй сын Суэ Окифуса (1475—1539), старшего вассала даймё рода Оути. Его детское имя — Горо.
Представители рода Суэ занимали должность сюго-даи (заместителя) рода Оути в провинции Суо. С детства Суэ Харуката служил даймё Оути Ёситака (1528—1551). После ритуала гэмпуку он получил новое имя Такафуса.
В 1539 году после смерти своего отца Такафуса стал главой рода Суэ. Суэ Такафуса стал главным вассалом даймё рода Оути и получил титул «Saigoku-musō no Samuraidaishō».
В 1540-1542 годах Суэ Такафуса, заменив даймё Оути Ёситака, руководил военными действиями армии Оути в борьбе с родом Амаго. В 1542 году после крупного поражения от Амаго Оути Ёситака утратил интерес к политике и отдалился от дел, посвятив себя культурным мероприятиям. Приближенным даймё Оути Ёситака стал Сагара Такэто, который выступал за миролюбивую политику. Отношения между даймё и его главным военачальником стали ухудшаться. Суэ Такафуса руководил армией княжества Оути и выступал за продолжение завоевательной политики.
В 1551 году полководец Суэ Такафуса возглавил мятеж вассалов против власти даймё Оути Ёситака. Он отстранил от власти своего господина Ёситака, который вынужден был совершить ритуальное самоубийство. Его фаворит Сагара Такэто был убит.
В 1552 году полководец Суэ Такафуса пригласил в Ямагути Отомо Харухидэ, племянника и приёмного сына убитого им Оути Ёситака, и провозгласил его новым главой рода Оути. Отомо Харухидэ (1532—1557) принял новое имя — Оути Ёсинага — и стал новым главой рода Оути. Суэ Такафуса взял себе имя Харуката. Суэ Харуката стал фактическим правителем провинции Суо, посадив на княжеский престол марионеточного даймё.
Суэ Харуката стал продолжать прерванную военную экспаснсию, что вызвало недовольство остальных вассалов рода Оути. В 1554 году против него выступили Ёсими Масаури, даймё провинции Ивами, и Мори Мотонари, даймё провинции Аки.
В октябре 1555 года в битве при Ицукусиме Суэ Харуката, командуя 20-тысячным войском, потерпел полное поражение от десятитысячной армии Мори Мотонари. Харуката вынужден был покончить жизнь самоубийством. Мори Мотонари подчинил себе практически все владения рода Оути. В 1557 году по приказу Мори Мотонари даймё-марионетка Оути Ёсинага также совершил харакири.